# Corry Tendeloohuis
Het Corry Tendeloohuis (voorheen: HvA Business Campus) is een schoolgebouw aan de Fraijlemaborg in Amsterdam, in het stadsdeel Zuid-Oost. Het gebouw wordt gebruikt door de faculteit Business en Economie van de Hogeschool van Amsterdam (HvA).

## Geschiedenis
Het gebouw werd door Joost Ector (Hoogstad Architecten) ontworpen in opdracht van de Hogeschool voor Economische Studies. Het doel was om één faculteitsgebouw te creëren voor alle activiteiten van de HES. De HES was voorheen gevestigd op verschillende locaties in de stad.
Het gebouw werd op 19 mei 2004 in gebruik genomen. Ter ere van de opening verscheen het boek "De Nieuwe School van Nico Keuning.
Het schoolgebouw is 24.000 vierkante meter groot en biedt plaats aan ongeveer 6.000 studenten. Het gebouw is voorzien van diverse energievriendelijke toepassingen. De vorm van het gebouw is geïnspireerd op een Egyptisch beeld van een nijlpaard.
In 2022 besloot de HvA het gebouw te vernoemen naar Corry Tendeloo, een Amsterdamse feminist die in de jaren 40 en 50 in de Tweede Kamer zat. De HvA adresseerde hiermee de kritiek dat te weinig van haar gebouwen naar vrouwen waren vernoemd.
Sinds 2024 wordt het Amsterdam Chess Open, een schaaktoernooi, gehouden in het Corry Tendeloohuis.